# Gołąb (przystanek kolejowy)
Gołąb – przystanek kolejowy (dawniej stacja kolejowa) w miejscowości Gołąb, w województwie lubelskim, w Polsce.

## Ruch pasażerski[1]
| Rok  | Wymiana pasażerska na dobę |
| ---- | -------------------------- |
| 2017 | 0-9                        |
| 2018 | 0-9                        |
| 2019 | 0-9                        |
| 2020 | 0-9                        |
| 2021 | 0-9                        |
| 2022 | 0-9                        |
| 2023 | 10-19                      |

Zatrzymują się tu pociągi osobowe na trasie Lublin Główny – Dęblin. Dawniej zatrzymywały się także wybrane pociągi pospieszne (przystanek ten zlikwidowano z rozkładu pospiesznego).

## Historia
Stacja Gołąb została otwarta wraz z Koleją Nadwiślańską 17 sierpnia 1877 roku. Rok później wybudowano drewniany zabytkowy dworzec kolejowy (obecnie nieczynny).
W pobliżu przystanku w nocy z 12 na 13 września 1943 r. żołnierze Batalionów Chłopskich wysadzili niemiecki pociąg amunicyjny.
W 2019 roku, podczas modernizacji linii kolejowej nr 7, przystanek został przesunięty na północny zachód w kierunku Dęblina.

## Galeria

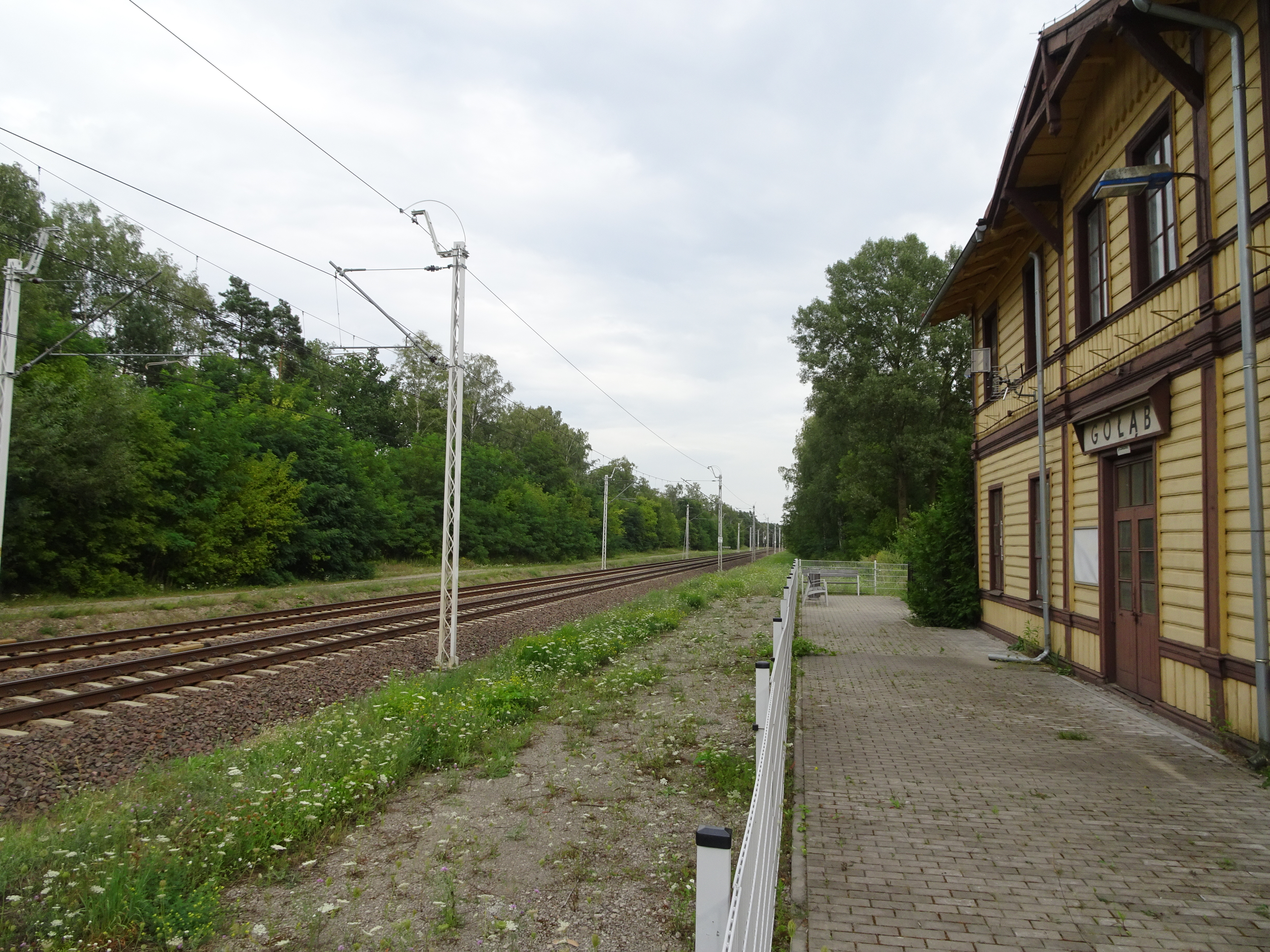
Dawna lokalizacja przystanku
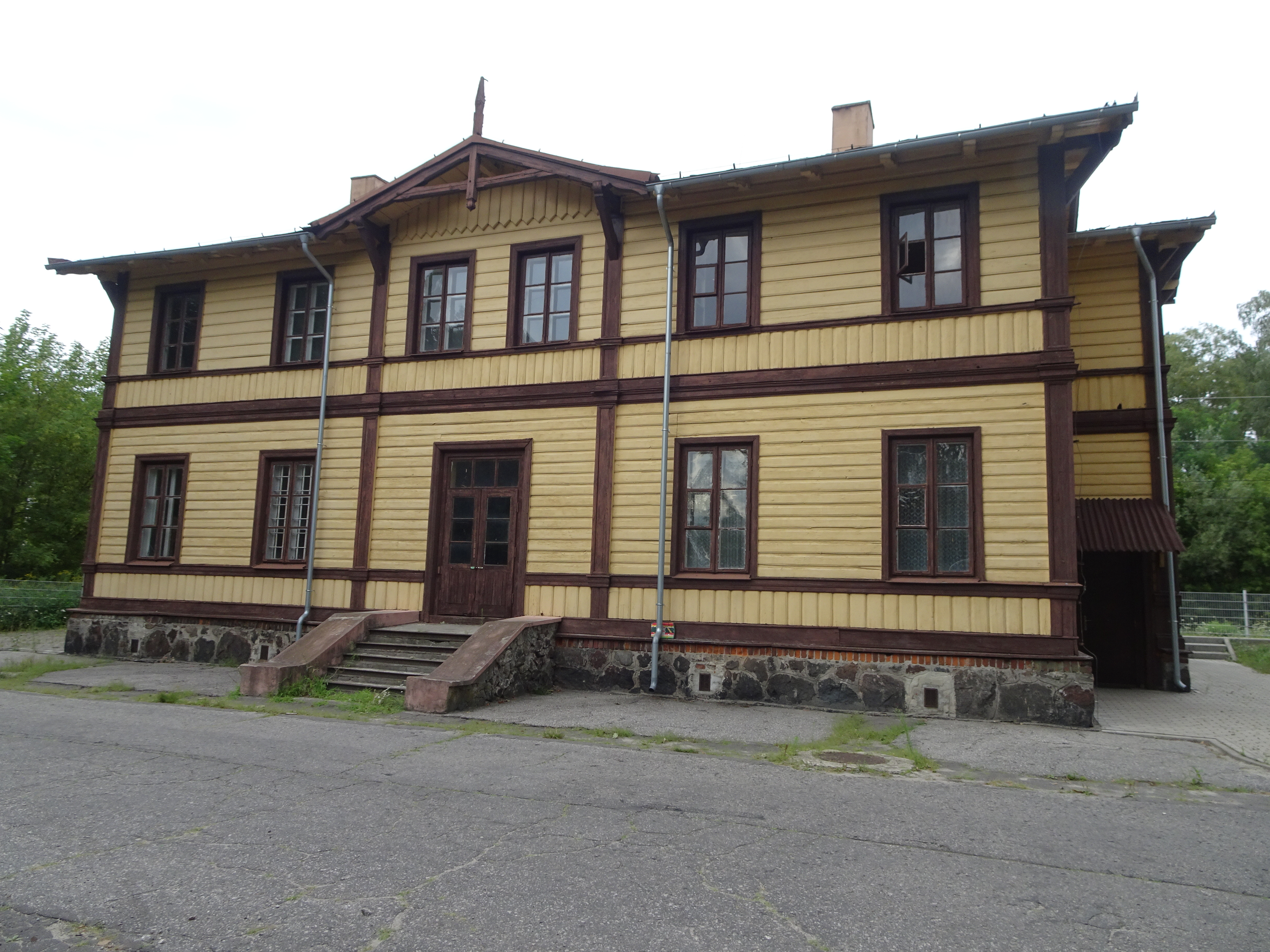
Zamknięty dworzec kolejowy
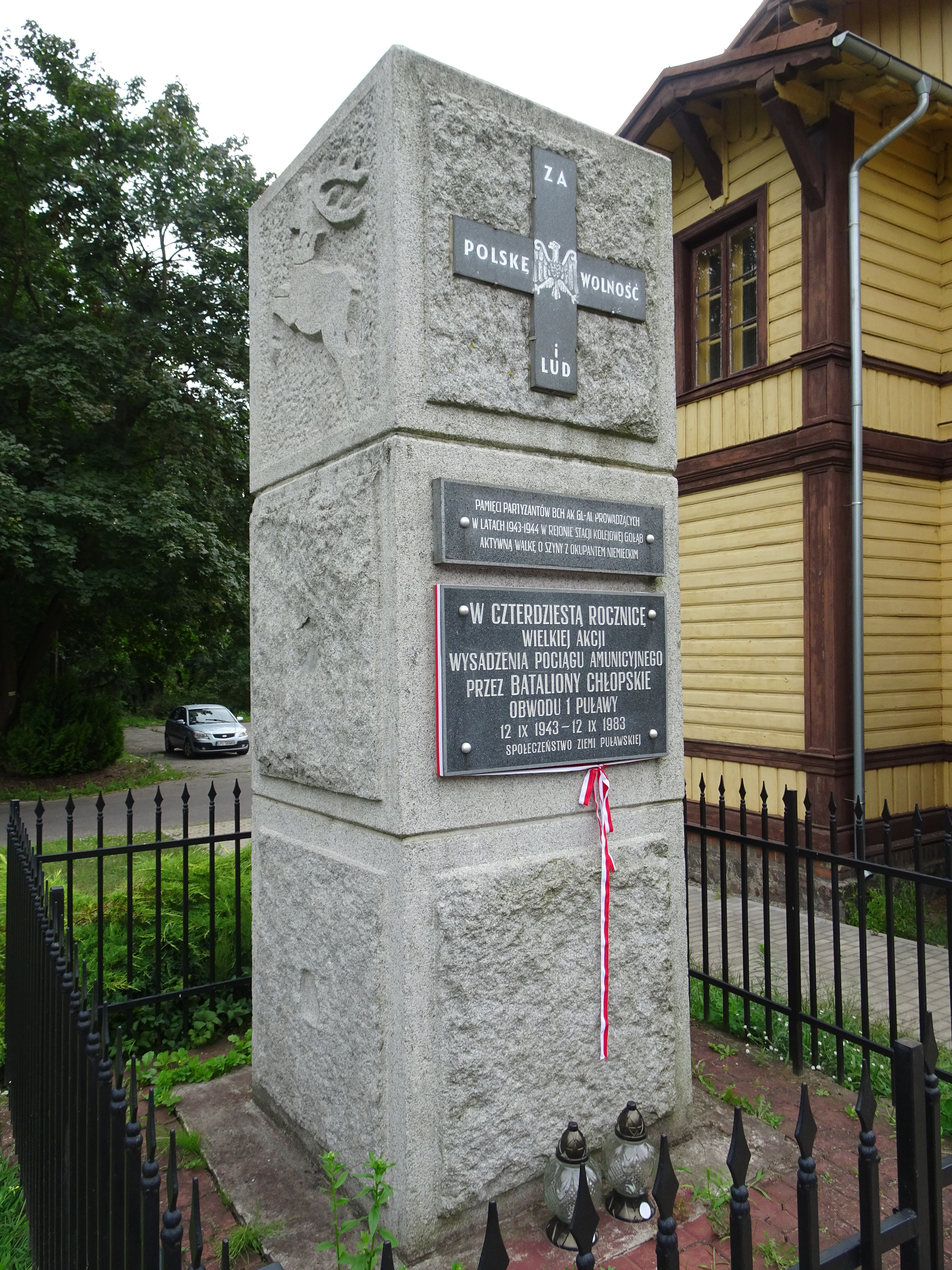
Pomnik Batalionów Chłopskich przy dworcu